# 129-я стрелковая дивизия (2-го формирования)

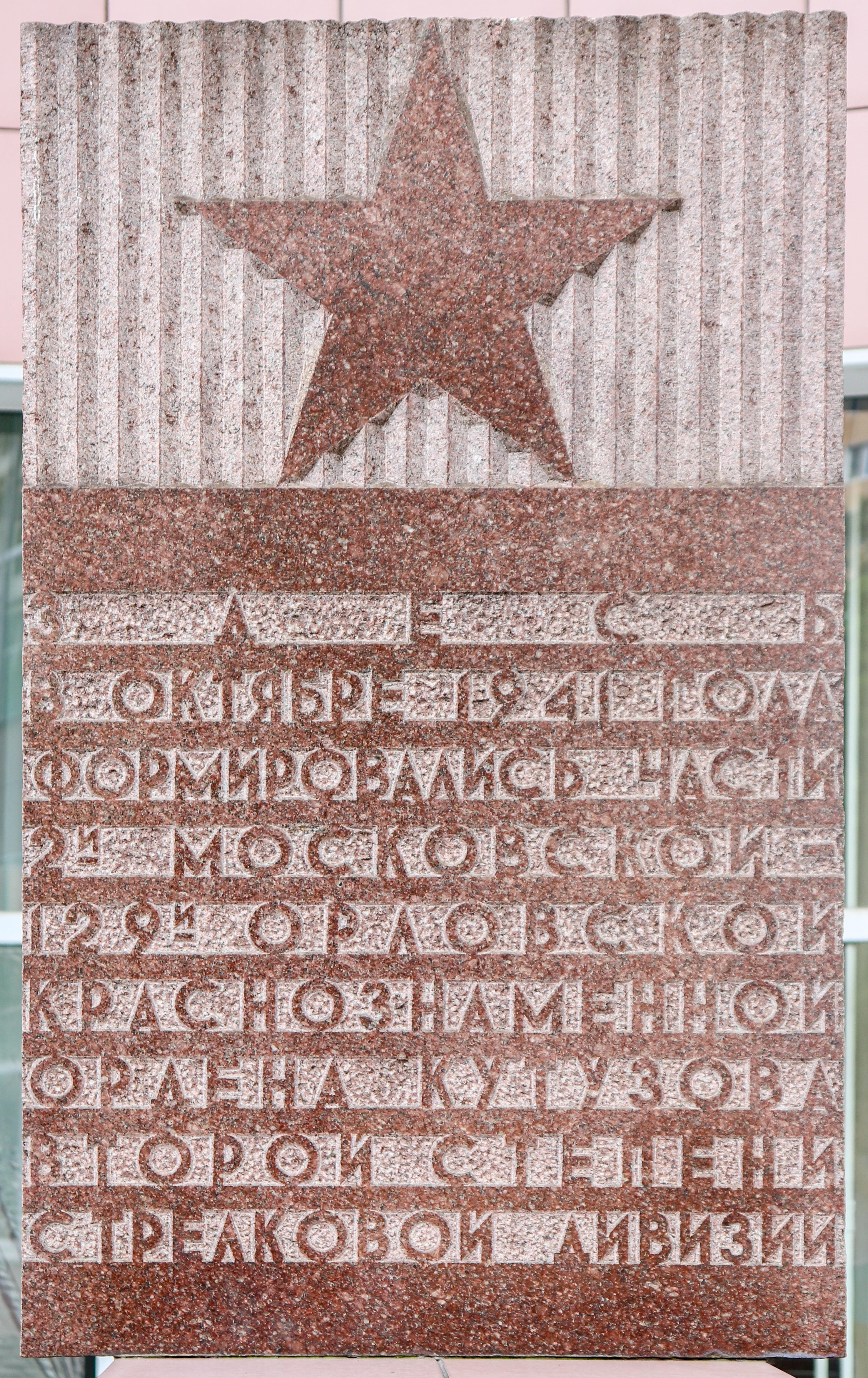
Мемориальная доска в память о формировании частей 2-й московской — 129-й орловской стрелковых дивизий

129 стрелковая дивизия (2-го формирования) — воинское соединение (стрелковая дивизия) пехоты РККА ВС СССР, существовавшее с 1942 по 1946 годы. Принимала участие в Великой Отечественной войне.

## История формирования
Дивизия сформирована в октябре 1941 года как дивизия народного ополчения, в ноябре переименована во 2-ю Московскую стрелковую дивизию. Последняя 19 января 1942 года переименована в 129-ю стрелковую дивизию (2-го формирования).

## Боевой путь

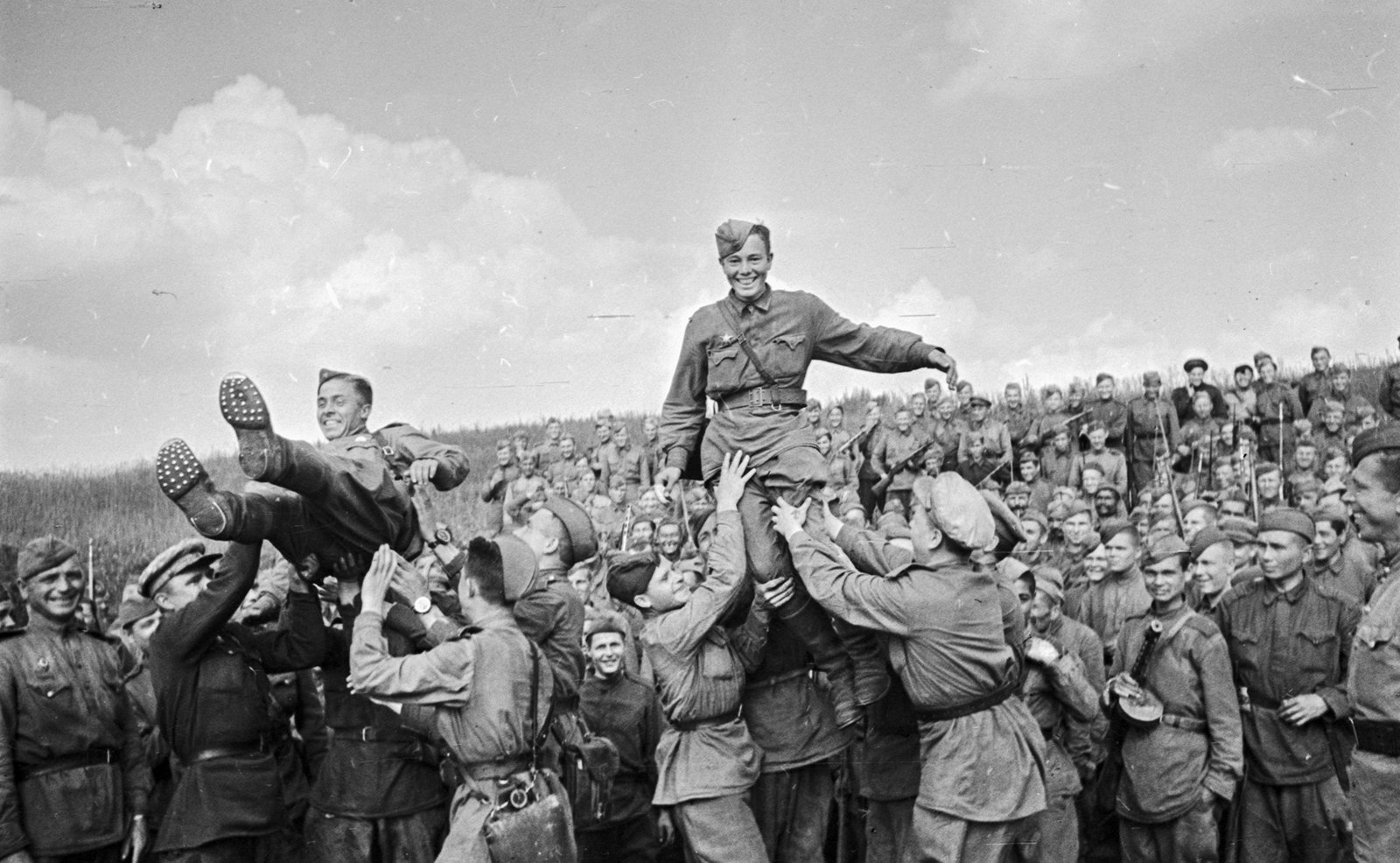
Бойцы 518-го стрелкового полка качают на руках товарищей, поздравляя их с присвоением здания Героев Советского Союза. Слева — командир пулеметного взвода лейтенант Федор Тихонович Кравченко, справа — командир отделения сержант Гатаулла Салихович Салихов. Обоим присвоено звание Герой Советского Союза Указом Президиума Верховного Совета СССР от 27 августа 1943 года.

Период боевых действий: 2 февраля 1942 года — 13 марта 1943 года, 29 апреля 1943 года — 9 мая 1945 года.
Дивизия вошла в состав 1-й ударной армии генерал-лейтенанта В.И. Кузнецова, в составе которой отправилась на Северо-Западный фронт. С переходом в состав 1-й ударной армии дивизия была полностью укомплектована до штата и перевооружена. Все иностранное оружие было сдано, а вместо него получено отечественное. Выехав на фронт, дивизия насчитывала 12 тыс. человек, 8289 винтовок, 1370 пистолетов и револьверов, 301 ППШ, 255 пулемётов ДП, 98 пулемётов «Максим», 5 пулемётов ДС, 3 12,7 пулемётов, 89 14,5 мм ПТР. Миномёты: 300 37 мм миномёты-лопаты, 72 50мм, 71 82мм, 11 120мм. Орудия — 8 122мм, 12 76мм, 19 45мм, 16 ЗИС-41, 4 76мм зенитн. Из дивизии выводится гаубичный артиллерийский полк, а лёгкий артиллерийский полк переименовывается в 664-й артиллерийский полк. С 28 по 30 января производится погрузка дивизии на станции Сходня. Части дивизии контратакуют врага под Москвой, до лета 1942 года ведут тяжёлые бои под Демянском. 12 июня 1942 года дивизия занимает оборону на рубеже Старая Переса — Губино — Малое Язвице — Старые Дегтяри, ведёт подготовку к будущим наступательным боям.
Осенью 1942 года дивизия сменила участок обороны, сосредоточившись в районе Цемена, откуда в декабре 1942 года вместе с другими частями фронта перешла в наступление, которое в феврале 1943 года завершилось разгромом демянской группировки войск противника. Преследуя отступающего врага, дивизия в марте 1943 года выходит к реке Ловать и вскоре получает приказ сосредоточиться на станции Чёрный Дор для погрузки в эшелоны. К середине апреля части дивизии перебрасываются на правый фланг Курской дуги (район города Лебедянь), занимая оборону у самого острия орловского выступа, и входят в состав 63-й армии В.Я. Колпакчи Степного фронта. С 11 июля 1943 года дивизия участвует в наступлении, её задача — прорыв долговременной обороны противника на орловском направлении. 4 и 5 августа дивизия сражается за Орёл и освобождает его. В тот же день, 5 августа дивизии присвоено почётное наименование «Орловская». Утром 5 сентября дивизия во взаимодействии с частями 43-й стрелковой дивизии и 30-го танкового корпуса продолжает наступление с задачей овладеть станцией Брасово, городом Локоть и удерживать их до подхода стрелковых частей. 20 сентября 1943 года дивизия вышла на рубеж реки Судость, в районе населённого пункта Сомово-Берёзовка, с задачей форсировать реку и наступать в направлении Берёзовка, Михновка, Юдиново, Сомово, Голешовка. Развивая успешное наступление, она продвигалась в брянском направлении.
В начале января 1944 года дивизия входит в состав 3-й армии А.В. Горбатова. После овладения первым областным центром Белоруссии Гомелем, в конце февраля дивизия участвует в операции по освобождению города Рогачёва и ликвидации жлобинского плацдарма противника. Затем дивизия, форсировав реку Друть, в ожесточённых боях у деревни Большие Коноплицы удерживала важный плацдарм и укрепляла оборону севернее Нового Быхова.
Летом 1944 года дивизия участвует в наступательной операции «Багратион». Так, 26 июня 1944 года дивизия выводится из второго эшелона армии и сосредотачивается у села Литовичи. 30 июня 1944 года дивизия за три дня совершает марш в 110 км, выходит к реке Березина, форсирует её и входит в контакт с частями 65-й армии, тем самым завершая окружение Бобруйска. В составе войск 1-го Белорусского фронта части дивизии ведут бои по разгрому бобруйской группировки противника, освобождают города Волковыск, Белосток и многие другие населённые пункты. За успешные бои по освобождению Белоруссии дивизия 19 августа 1944 года награждается орденом Красного Знамени. Осенью 1944 года дивизия ведёт ожесточённые бои в Польше. Преодолевая сильно укреплённые рубежи обороны врага, она успешно форсирует реку Струглу северо-восточнее Серочин и перерезает шоссе Червин — Острув — Мазовецки, затем включается в штурм рожанского предмостного укрепления гитлеровцев на восточном берегу реки Нарев. Вечером 5 сентября 1944 года вражеский плацдарм был ликвидирован. 6 сентября дивизию выводят в резерв фронта. Она сосредотачивается в районе города Заморова, где начинает усиленную подготовку к боям в Восточной Пруссии. В начале октября части дивизии выходят к реке Нарев южнее города Остроленки и занимают оборону на широком фронте от Добенина до Хелстов. С 16 января 1945 года дивизия в составе 3-й армии 2-го Белорусского фронта участвует в прорыве глубоко эшелонированной обороны противника на участке населённые пункты Глажово — Поникеевка. 21 января 1945 года 129-я пересекает границу Восточной Пруссии южнее населённого пункта Хожеле, 23 января — овладела городом Ортельсбургом. 2 февраля 1945 года части дивизии совместно с 5-й дивизией овладели городом Гутштадт, наступая на Мних и Драгомысль, выходят к Хельсбергскому укреплённому району. Оборонявшаяся в УРе группировка противника вскоре была рассечена и прижата к морю. Здесь с 13 по 29 марта 1945 года шли упорные бои по её ликвидации. Дивизия вошла в число войск, которым приказом ВГК от 23 апреля 1945 года объявлена благодарность и в Москве дан салют 20 артиллерийскими залпами из 224 орудий.

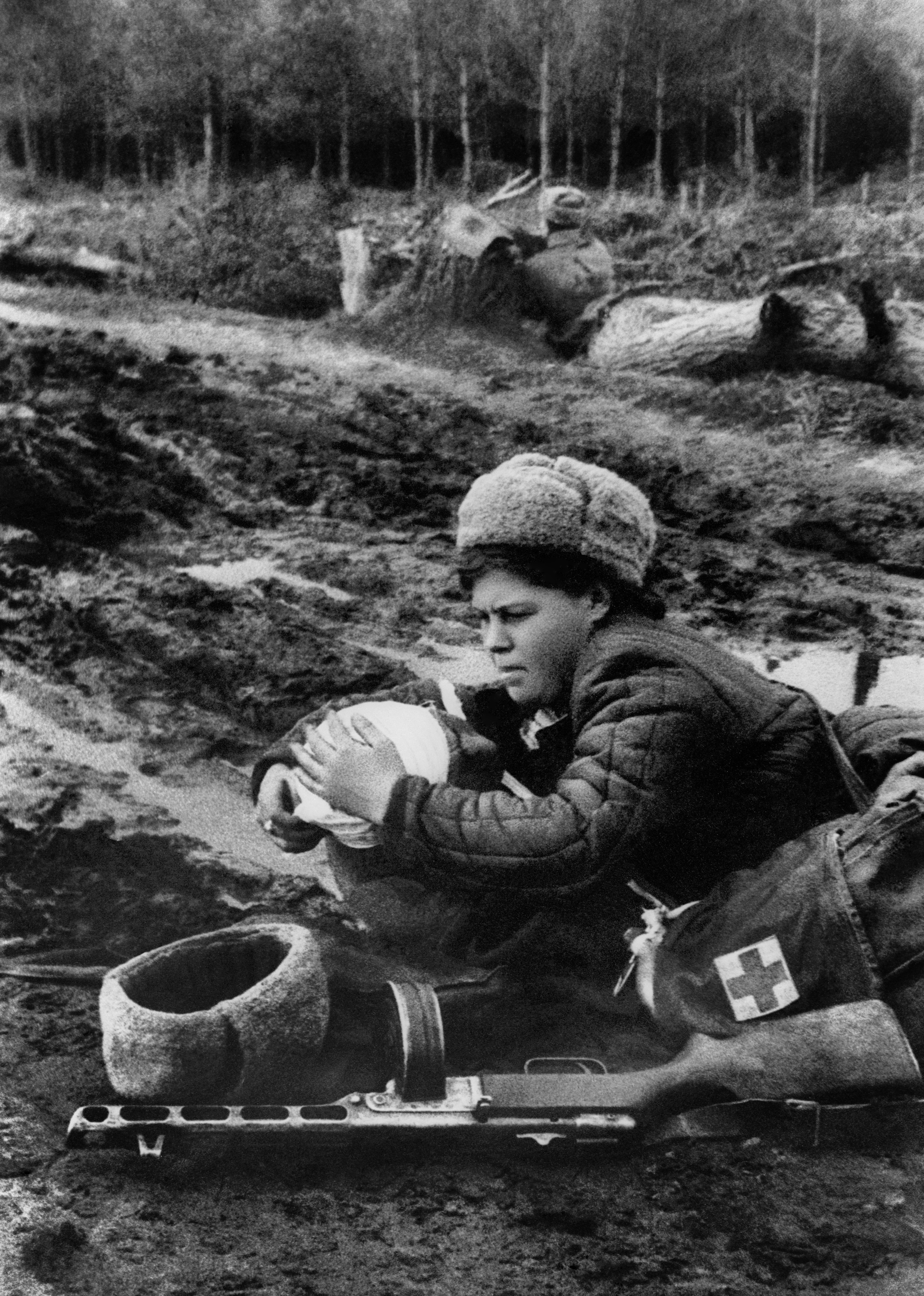
Санитар 518-го стрелкового полка старший сержант Ольга Ивановна Бороздина перевязывает бойца на поле боя в Восточной Пруссии в феврале 1945 года

В апреле 1945 года приказом ПВС СССР дивизия награждается орденом Кутузова ІІ степени и, в составе 3-й армии 1-го Белорусского фронта перебрасывается в район города Франкфурт-на-Одере. Вскоре 129-я занимает оборону по восточной окраине города в полосе от Гросс-Мюлле до Шветтинга. 30 апреля 1945 года дивизия в составе 40-го стрелкового корпуса овладела крупным населённым пунктом Хальбе. Выполнив боевую задачу, она сосредотачивается в лесу юго-восточнее Тойпитца, что в 15 км. от города Цоссена. В последующие дни дивизия овладела городом Бург и 4 мая вышла на реку Эльба. На данном участке части дивизии закрепились в 15-километровой полосе и организовали сторожевую службу, позднее встретившись с частями 102-й дивизии США. Здесь встретили Победу. 7 июня 1945 года началось победное возвращение домой частей 129-й Орловской Краснознамённой ордена Кутузова стрелковой дивизии.
Вскоре после окончания войны полевое управление 3-го Белорусского фронта было обращено на формирование управления Барановического военного округа. В состав округа вошёл в том числе 40-й стрелковый корпус (в/ч 54373, штаб в Витебске), в составе трёх стрелковых дивизий, одной из которых была 129-я (в/ч 37766, Полоцк). Корпус расформирован в июне 1946 года, вместе с ним расформирована и дивизия.

## Награды
| Награда (наименование)            | Дата награждения                                               | За что награждена |
| --------------------------------- | -------------------------------------------------------------- | --- |
| Почётное наименование «Орловская» | Приказ ВГК № 2 от 5 августа 1943 года                          | В ознаменование одержанной победы 5, 129, 380-й стрелковым дивизиям, ворвавшимся первыми в город Орёл и освободившим его, присвоить наименование «Орловских» и впредь их именовать: 5-я Орловская стрелковая дивизия, 129-я Орловская стрелковая дивизия, 380-я Орловская стрелковая дивизия. |
| Орден Красного Знамени            | Указ Президиума Верховного Совета СССР от 9 августа 1944 года  | За образцовое выполнение заданий командования в боях с немецкими захватчиками, за овладение городом Белосток и проявленные при этом доблесть и мужество. |
| Орден Кутузова II степени         | Указ Президиума Верховного Совета СССР от 19 февраля 1945 года | За образцовое выполнение заданий командования в боях с немецкими захватчиками при прорыве обороны немцев севернее Варшавы и проявленные при этом доблесть и мужество. |

Награды частей дивизии
- 438-й стрелковый Краснознамённый[9] орденов Суворова[10] и Кутузова[11] полк
- 457-й стрелковый Белостокский[12] Краснознамённый[9] полк
- 518-й стрелковый Краснознамённый ордена Александра Невского[9] полк
- 664-й артиллерийский Краснознамённый[9] ордена Кутузова[11] полк
- 287-й отдельный истребительно-противотанковый ордена Александра Невского[9] дивизион
- 297-й отдельный сапёрный ордена Красной Звезды[11] батальон

## Командиры
| Командиры                     | период                            |
| ----------------------------- | --------------------------------- |
| Смирнов Василий Андреевич     | с момента формирования—08.10.1942 |
| Панчук Иван Владимирович      | 08.10.1942—22.11.1944             |
| Украинский Андрей Антонович   | 22.11.1944—14.03.1945             |
| Романенко Яков Артемьевич     | 14.03.1945—20.05.1945             |
| Бадерко Александр Григорьевич | 20.05.1945—30.11.1945             |

## Состав
- 438-й стрелковый полк,
- 457-й стрелковый полк,
- 518-й стрелковый полк,
- 664-й артиллерийский полк,
- 287-й отдельный истребительно-противотанковый дивизион,
- 452-я зенитная артиллерийская батарея (до 13 марта 1943 года),
- 800-й миномётный батальон (до 31 октября 1942 года),
- 192-я отдельная разведывательная рота,
- 297-й отдельный сапёрный батальон,
- 276-й отдельный батальон связи (276-я и 347-я отдельные роты связи),
- 196-й медико-санитарный батальон,
- 52-я отдельная рота химической защиты,
- 223-я автотранспортная рота,
- 152-я полевая хлебопекарня,
- 993-й дивизионный ветеринарный лазарет,
- 673-я (1801-я) полевая почтовая станция,
- 1868-я полевая касса Госбанка (321-я, 1134-я и 1168-я полевые кассы Госбанка)

.

## Подчинение
| Вышестоящие воинские части    | Период подчинения       |
| ----------------------------- | ----------------------- |
| 1 ударная армия (1 Уд. А)     | 02.02.1942 — 19.10.1942 |
| 53 армия (53 А)               | 11.02.1943 — 12.03.1943 |
| 53 армия (53 А)               | 27.04.1943 — 29.04.1943 |
| 63 армия (63 А)               | 29.04.1943 — 20.08.1943 |
| 40 стрелковый корпус (40 ск)  | 16.12.1943 — 20.12.1943 |
| 35 стрелковый корпус (35 ск)  | 21.12.1943 — 25.01.1944 |
| 40 стрелковый корпус (40 ск)  | 25.01.1944 — 19.02.1944 |
| 3 армия (3 А)                 | 18.02.1944 — 15.04.1945 |
| 41 стрелковый корпус (41 ск)  | 19.02.1944 — 29.02.1944 |
| 80 стрелковый корпус (80 ск)и | 26.06.1944 — 27.06.1944 |
| 40 стрелковый корпус (40 ск)  | 28.03.1944 — 21.04.1944 |
| 40 стрелковый корпус (40 ск)  | 27.06.1944 — 09.05.1945 |
| 33 армия (33 А)               | 15.04.1945 — 29.04.1945 |
| 1 Белорусский фронт (1 БелФ)  | 29.04.1945 — 29.04.1945 |

## Отличившиеся воины
Герои Советского Союза
- Бурнашов Александр Анфиногенович, старший сержант, командир орудия 457-го стрелкового полка.
- Видулин, Николай Гаврилович, лейтенант, командир взвода 438-го стрелкового полка.
- Иванов Александр Павлович, старший лейтенант, командир роты 518-го стрелкового полка.
- Кирьяков, Василий Фёдорович, капитан, командир 1-й миномётной роты 438-го стрелкового полка.
- Колодко, Николай Алексеевич, старший лейтенант, заместитель командира батальона по строевой части 518-го стрелкового полка.
- Корниенко, Иван Моисеевич, ефрейтор, пулемётчик 438-го стрелкового полка.
- Кравченко Фёдор Тихонович, лейтенант, командир пулемётного взвода 518-го стрелкового полка.
- Маринченко, Николай Данилович, лейтенант, командир взвода 457-го стрелкового полка.
- Масловский Иван Фёдорович, лейтенант, командир батареи 76-мм пушек 457-го стрелкового полка.
- Махалов, Сергей Фёдорович, сержант, наводчик орудия 518-го стрелкового полка.
- Меркушев, Александр Максимович, старший лейтенант, командир роты 457-го стрелкового полка.
- Палавин, Сергей Асафьевич, лейтенант, командир пулемётного взвода 438-го стрелкового полка.
- Петров, Вячеслав Николаевич, лейтенант, командир взвода автоматчиков 518-го стрелкового полка.
- Салихов, Гатаулла Салихович, сержант, командир отделения 518-го стрелкового полка.
- Седов, Леонид Сергеевич, старший сержант, командир отделения взвода противотанковых ружей 457-го стрелкового полка.
- Черныш, Александр Иванович, капитан, командир роты 457-го стрелкового полка.

 Кавалеры ордена Славы трёх степеней
- Косов, Анатолий Васильевич, младший сержант, замковый орудийного расчёта 287 отдельного истребительно-противотанкового дивизиона.
- Сенькин, Сергей Максимович, старший сержант, помощник командира взвода пешей разведки 518-го стрелкового полка.
- Фастович, Кузьма Игнатьевич, рядовой, командир стрелкового отделения 438-го стрелкового полка.
- Филипенко, Алексей Афанасьевич, ефрейтор, пулемётчик 437-го стрелкового полка.

## Память
- В честь взятия Орла была написана песня, посвящённая 129-й дивизии, — «Где Орёл раскинул крылья» (муз. Анатолия Новикова, ст. Сергея Алымова)[16].
- Именем командира дивизии генерал-майора И.В. Панчука названа одна из улиц Орла.
- В пгт Нарышкино Орловской области имеется улица 129-й дивизии.